# Thunstetten
Thunstetten est une commune suisse du canton de Berne, située dans l'arrondissement administratif de Haute-Argovie.

Photo aérienne de Bützberg par Walter Mittelholzer (1923)

## Histoire
Thunstetten fait partie du bailliage d'Aarwangen de 1528 à 1798.

## Monuments
Le château de Thunstetten est classé comme bien culturel d'importance nationale.